# ولیکه ژابلیه
ولیکه  ژابلیه (اسلوونیایی: Velike Žablje) یک زیستگاه انسانی در اسلوونی است که در Ajdovščina Municipality واقع شده‌است.

## خصوصیات
ولیکه ژابلیه ۳٫۱۲ کیلومترمربع مساحت و ۳۳۰ نفر جمعیت دارد و ۸۵٫۷ متر بالاتر از سطح دریا واقع شده‌است.